# 도쿄 트라이브
도쿄 트라이브(Tokyo Tribe, トーキョートライブ)는 2014년에 개봉한 일본의 액션 드라마 영화이다.

## 출연

### 주연
- 스즈키 료헤이
- 영 다이스
- 세이노 나나
- 소메타니 쇼타

### 조연
- 타케우치 리키
- 쿠보즈카 요스케
- 다이토 슌스케
- 이치카와 유이
- 키타무라 아키히로
- 야시키 히로코
- 카타야마 히토미
- 나카가와 쇼코